# История Антверпена

Герб герцогов брабантских.

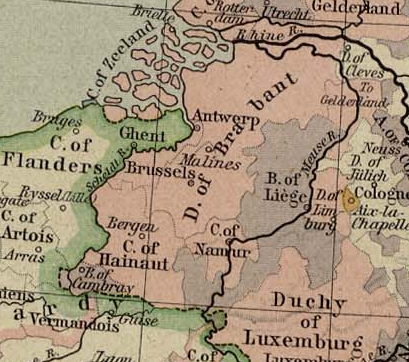
Карта герцогства Брабант, в 1477 году.

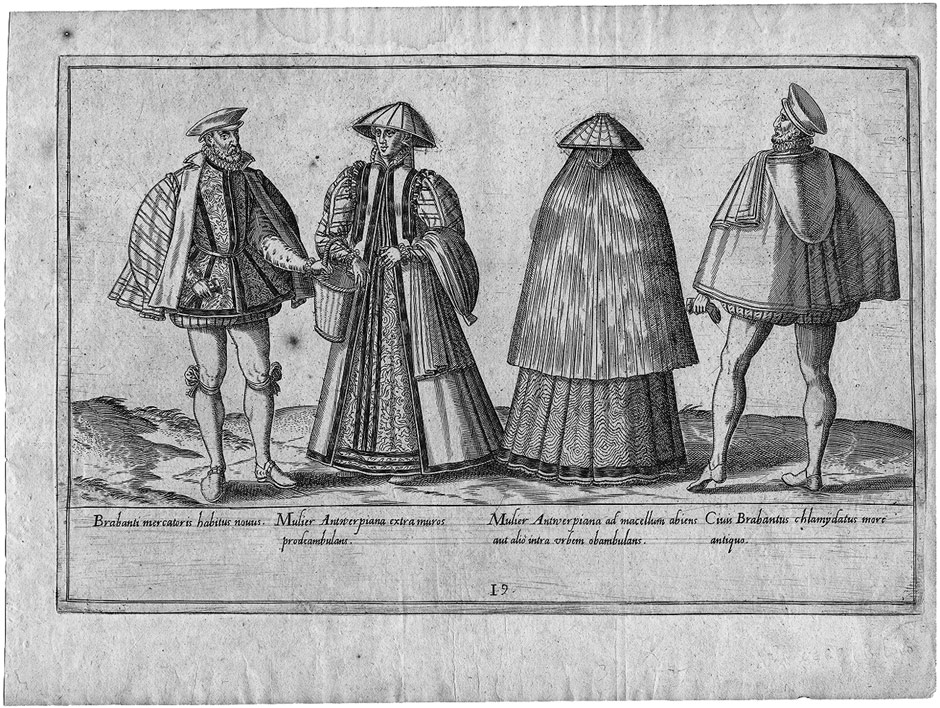
Брабантские и антверпенские костюмы, 1577 год.

Точная дата начала истории Антверпена неизвестна, скорее всего, это произошло не ранее VII века.

## До XVI века
В IX веке Антверпен уже богатый торговый город, подвергающийся частым набегам норманнов (в 837 году был разрушен ими), которые прекращаются только после поражения, нанесенного им императором Арнульфом I (895). В XI веке Антверпен становится резиденцией герцогов Нижней Лотарингии. Герцог Брабантский предоставил право свободной торговли в Антверпене английским, венецианским и генуэзским купцам, что благотворно отразилось на популярности здешней ярмарки. Поначалу Антверпен соперничал с близлежащими Хертогенбосом и Бергеном, затем — с Лёвеном и Брюсселем.
С момента упадка Брюгге в XII веке и до Восьмидесятилетней войны Антверпен оставался самым богатым торговым городом не только Нидерландов, но и всей Северной Европы. В XV веке, когда Нидерландами правил Бургундский дом, почти все иностранные купеческие представительства переместились из Брюгге в Антверпен.

## XVI век
С открытием Америки и переходом бургундского наследства в дом испанских Габсбургов в антверпенские банки хлынуло золото Нового света. В 1531 году в городе открылась биржа, послужившая образцом для подобных заведений в Лондоне и Амстердаме. К середине XVI века население Антверпена превышало 100 тысяч жителей. Яркий памятник этого золотого века — пышно убранная ренессансная Антверпенская ратуша (1561—1565).
Когда разгорелась Нидерландская революция, Антверпен выступил на стороне восставших, ибо среди его купеческого сословия преобладали протестанты. Не получавшие жалования у короля Филиппа II испанские войска взбунтовались и разграбили Антверпен в ноябре 1576 года. Это событие ускорило присоединение города к восстанию и 20 марта 1577 года испанский гарнизон покинул город. С 1577 по 1585 год здесь существовала Антверпенская кальвинистская республика. 29 июля 1579 года Антверпен присоединился к Утрехтской унии, а два года спустя подписал Акт о клятвенном отречении, отказываясь подчиняться испанскому королю. Фактически город стал центром восстания, так как в 1578 году Генеральные Штаты были перенесены из Брюсселя в Антверпен. В 1583 году претендент на престол Объединенных провинций Нидерландов, герцог Франсуа Анжуйский попытался захватить город силой, но потерпел неудачу. В 1585 году город был осаждён и взят испанскими войсками Александра Пармского и с тех пор хранил верность королю. В ответ северные провинции перекрыли судоходство по Шельде, тем самым отрезав город от выхода к морю. Из-за этого морская торговля в кратчайшие сроки переместилась на север, преимущественно в Амстердам, что нанесло сильнейший экономический удар по Антверпену, который сразу же пришел в упадок. В результате к 1589 году его население сократилось до 42 тысяч жителей.

## Австрийские Нидерланды
Мюнстерский мир даровал Республике землю по обоим берегам устья реки Шельды, а за испанцами оставил город Антверпен, закрепив отъединение Антверпена от моря, что означало закрытие судоходства по Шельде и уничтожение торговой деятельности города. Позднее голландцы построили форты по обеим сторонам устья реки и последующие два столетия контролировали всю морскую торговлю австрийских Нидерландов. Это позволило им перенаправить торговые маршруты из Антверпена в порты Амстердама и Мидделбурга.
15 ноября 1715 года в Антверпене был заключен Барьерный договор.
В 1784 году император Иосиф II попытался прервать экономическую блокаду города и отправил в Голландию ультиматум с требованием открыть Шельду для судоходства. В подкрепление своего ультиматума он приказал стягивать войска к Бельгии и отозвал своего посланника. После скоротечного конфликта 8 ноября 1785 года в Фонтенбло представители Голландии и Австрии подписали мирный договор при содействии Франции и Пруссии — в результате Шельда осталась по-прежнему в полной власти голландцев, не пропускавших чужих кораблей в устье этой реки, но Нидерланды в качестве компенсации выплачивали 10 миллионов флоринов Австрии, причём 4,5 млн флоринов взяла на себя по договору Франция в виде займа голландцам.

## Наполеоновская Франция
Возрождение города началось с приходом к власти во Франции Наполеона, решившего создать в Антверпене военный порт. Когда свободное плавание по Шельде, провозглашенное национальным конвентом, было признано и Нидерландской республикой в Гаагском трактате 16 мая 1795 года, торговля Антверпена возродилась. Декретом 21 июля 1803 года Антверпен был объявлен первым военным портом на севере Франции, и до 1813 года французы занимались постройкой в его гавани верфи и двух больших доков, которые обошлись в 33 млн. франков, а также расширением Шельды для обеспечения приближения крупных судов к городу. Наполеон превратил Антверпен в огромную военно-морскую базу для своего флота, способную вместить 42 линейных корабля.
Пока Бонапарт царил над Бельгией и Голландией, он говорил, что «Антверпен — это пистолет, направленный в английскую грудь». Наполеон надеялся, что, став лучшей в Европе, гавань Антверпена, лежащая против устья Темзы и на фланге путей сообщения Великобритании с Балтийским морем, будет серьёзным конкурентом для лондонского порта и, таким образом, значительно сократит его грузооборот, но был разгромлен до осуществления этого плана.

## Независимая Бельгия
В 1830 году, во время бельгийской революции, генерал Шассе, начальник голландского гарнизона в Антверпене, 17 октября объявил осадное положение. Атакованный со всех сторон превосходящими силами мятежников, он отступил с голландскими войсками в цитадель Антверпена и 27 октября подверг город сильнейшей бомбардировке. Шассе держался в цитадели два года и наконец, после осады цитадели французами и бельгийцами, в декабре 1832 года он должен был сдаться маршалу Жерару, командовавшему французскими войсками в Бельгии.
При определении государственной границы Бельгии, которая отделилась от Нидерландов в 1834 году, Талейран за взятку включил Антверпен в состав Бельгии. В 1839 году Зеландская Фландрия по договору была отделена от Бельгии и вошла в состав нидерландской провинции Зеландия, так как голландцы не желали, чтобы бельгийцы могли контролировать устье Шельды; взамен им пришлось гарантировать свободную навигацию по Шельде до Антверпена и Гента.
Значительная торговля, которую Антверпен под владычеством Голландии завёл с её колониями и которая с каждым годом расширялась, перешла к Амстердаму и Роттердаму: судооборот Антверпенского порта составлял в 1829 году 1028 судов и 129 тысяч тонн груза, в два раза больше, чем Роттердам и Амстердам вместе взятые, а в 1831 году в порт вошли лишь 398 судов, торговля с Ост-Индией полностью была прекращена. Но этот временный упадок длился недолго: благосостояние города скоро вновь поднялось. Столь быстрому расширению торговых оборотов в особенности много способствовала деятельность министра Рожье, который в 1863 году добился выкупа тяготевшей над Бельгией пошлины, взимавшейся на Шельде согласно мирному договору 1839 года. Из общей выкупной суммы в 36 млн франков Бельгия приняла на себя около трети, остальная часть выкупа была выплачена государствами, заинтересованными в свободном проходе по Шельде. Эти суммы были распределены между ними пропорционально их доле в судоходстве, включая такие отдаленные государства, как Турция, Аргентина, Бразилия, Перу и Чили.
Несмотря на падение экономической роли Антверпена, он продолжал оставаться крупным художественным и культурным центром Южных Нидерландов. Имена местных живописцев Рубенса, Ван Дейка и Йорданса гремели по всей Европе.
С конца XIX века начался новый период экономического подъёма, связанный с расширением порта. Антверпен был первым городом, принимавшим чемпионат мира по гимнастике в 1903 году. В течение Первой мировой войны в Антверпен отступала бельгийская армия после поражения при Льеже. Осада Антверпена заняла всего 11 дней. Антверпен оставался под немецкой оккупацией вплоть до перемирия.
В 1920 году в Антверпене прошли летние Олимпийские игры.
Во время Второй мировой войны, порт Антверпена стал стратегически важным объектом. Германия захватила город в мае 1940 года.
После освобождения города союзниками 4 сентября 1944 года, по соглашению северная часть порта Антверпена была отдана американцам, а южная часть порта и сам город британским войскам. Порт Антверпена стал целью бомбардировок ракетами «Фау-1» и «Фау-2». Всего по Антверпену было выпущено самое большое количество ракет «Фау-2». Город сильно пострадал из-за обстрелов, в результате прямого попадания ракеты на кинотеатр «Рекс» погибло 567 человек, что стало самым смертоносным взрывом «Фау-2» в истории. Однако сам порт пострадал не сильно и продолжал работать.